# SS Saint Paul
Сент-Пол (англ. SS Saint Paul) — трансатлантический океанский лайнер, названный в честь столицы штата Миннесота.
Сент-Пол был построен и спущен на воду 10 апреля 1895 года компанией William Cramp & Sons, Филадельфия. Позже судно было зафрахтовано для службы в Военно-Морском Флоте Соединенных Штатов в качестве вспомогательного крейсера, и введено в эксплуатацию 20 апреля 1898 года для участия в испано-американской войне. Командиром корабля был капитан Чарльз Д. Сигсби. Судно вернулось к своему владельцу 24 марта 1919 года.
Saint Paul был продан на слом в Германию в 1923 году.